# ダニエル・ジョーンズ (作曲家)
ダニエル・ジョーンズ（Daniel Jones, 1912年12月7日 - 1993年4月23日）は、ウェールズ出身のイギリスの作曲家。
ペンブローク出身。ウェールズ大学と王立音楽アカデミーで学び、ヘンリー・ウッドに師事した。メンデルスゾーン奨学金を得て、チェコスロバキア、フランス、オランダ、ドイツに留学し、語学に精通した。その能力は第二次世界大戦中にブレッチレー・パークで暗号解読の専門家として生かされることとなった。
多くのウェールズの芸術家と交流をもっていたが、特筆すべきは幼なじみであったディラン・トーマスとの友情であろう。1954年には彼のラジオ劇の『Under Milk Wood』に曲を付けている。さらにジョーンズの交響曲第4番はトーマスとの思い出に捧げられており、トーマスの伝記も執筆している。
1968年に大英帝国勲章を受章した。1993年にスウォンジで死去した。
作品には12曲の番号付き交響曲と、番号なしの「ジョン・ファシルの思い出への交響曲」、8つの弦楽四重奏曲を含む室内楽曲、合唱曲、オペラなどがある。